# Chaima Toumi
Pour les articles homonymes, voir Toumi (homonymie).
Chaima Toumi, née le 23 septembre 2003, est une taekwondoïste tunisienne.

## Carrière
Chaima Toumi, entraînée par son père, est médaillée de bronze aux championnats du monde cadets 2017 à Charm el-Cheikh en moins de 44 kg. Elle est ensuite médaillée de bronze aux championnats du monde juniors 2018 à Hammamet en moins de 46 kg et médaillée d'or aux Jeux africains de la jeunesse de 2018 à Alger.
Aux championnats d'Afrique 2021 à Dakar, elle obtient la médaille d'or dans la catégorie des moins de 53 kg.
Elle obtient la médaille d'or dans la catégorie des moins de 57 kg aux championnats d'Afrique 2023 à Abidjan ainsi qu'aux Jeux africains de 2023 à Accra.